# مأساة الكثير من العقل (كوميديا)
مأساة الكثير من العقل (بالروسية: Горе от ума) أو المأساة التي سببها العقل، أو العديد من الترجمات الأخرى المحتملة، هي كوميديا كتبها الكاتب الروسي ألكسندر غريبايدوف، في شكل أبيات شعرية.